# كازالي ماريتيمو
كازالي ماريتيمو (بالإيطالية: Casale Marittimo) هي بلدية تقع في محافظة بيزا، إقليم توسكانا في إيطاليا.

## الجغرافيا الطبيعية
تقع كازالي ماريتيمو في ماريميما بيسانا على تلة تُشرف على وادي تشيتشينا، وتبعد نحو 12 كيلومترًا عن الساحل.
- التصنيف الزلزالي: المنطقة الثانية (نشاط زلزالي متوسط إلى مرتفع)، وفقًا للمرسوم PCM 3274 بتاريخ 20/03/2003.
- التصنيف المناخي: المنطقة D، 1843 درجة/يوم.
- الانتشار الجوي: مرتفع، بحسب معهد IBIMET-CNR لعام 2002.

## التاريخ
كانت المنطقة مأهولة منذ العصر الإتروسكي، كما يتضح من الحفريات التي أجريت في البلدية، بما في ذلك قبر على شكل ثولوس يعود إلى القرن الخامس قبل الميلاد (يُعرض الآن في المتحف الأثري الوطني في فلورنسا). كما عُثر على بقايا بعض الفلل الرومانية.
كانت كازالي ماريتيمو قلعة ومركزًا رئيسيًا في المنطقة تحت سيطرة عائلة غيرارديسكا. وقد ورد ذكرها لأول مرة عام 1004، ثم خضعت للحكم الفلورنسي عام 1406. وفي عام 1684، مُنحت كإقطاع إلى عائلة رودولفي، ثم أُلحقت عام 1738 بإقطاعية ريباريبيلا.
في الاستفتاء الوحدوي لعام 1860 للانضمام إلى مملكة سردينيا (التي أصبحت لاحقًا مملكة إيطاليا)، صوّت 319 من أصل 320 ناخبًا بالموافقة، مقابل صوت واحد رافض فقط.
في 1862، كان اسم البلدية لا يزال "كازالي في الماريميما"، ثم تغيّر إلى "كازالي دي فال دي تشيتشينا"، إلى أن تم اعتماد اسمها الحالي عام 1900.
في 5 ديسمبر 2021، أُقيم حفل إصدار بطاقة بريدية وختم بريدي خاص احتفالًا بـ121 عامًا على اعتماد اسم "كازالي ماريتيمو". وتُظهر البطاقة مشهدًا لساحة الشعب كما تُرى من "قوس كانتشيليري"، الذي يحمل اسم إحدى العائلات التاريخية في كازالي.

### المعمار المدني
- المسرح البلدي في كازالي ماريتيمو، يقع في شارع روما رقم 50، وتبلغ سعته الإجمالية 80 مقعدًا. لا توجد أي بقايا من البناء الأصلي الذي أُنشئ في القرن التاسع عشر، إذ تحول المسرح إلى قاعة ثقافية متعددة الاستخدامات بعد الترميم الذي أُنجز عام 1987 بتصميم المعماري كارلي من تشيتشينا.

## القراءة الإضافية
- جوزيبي كاتشيالي (1972). بيزا ومحافظتها. Pisa: Colombo Cursi Editore. ج. المجلد 2. ص. 209–218.